# Gołąbki (Warszawa)
Gołąbki – osiedle i obszar MSI w dzielnicy Ursus w Warszawie.

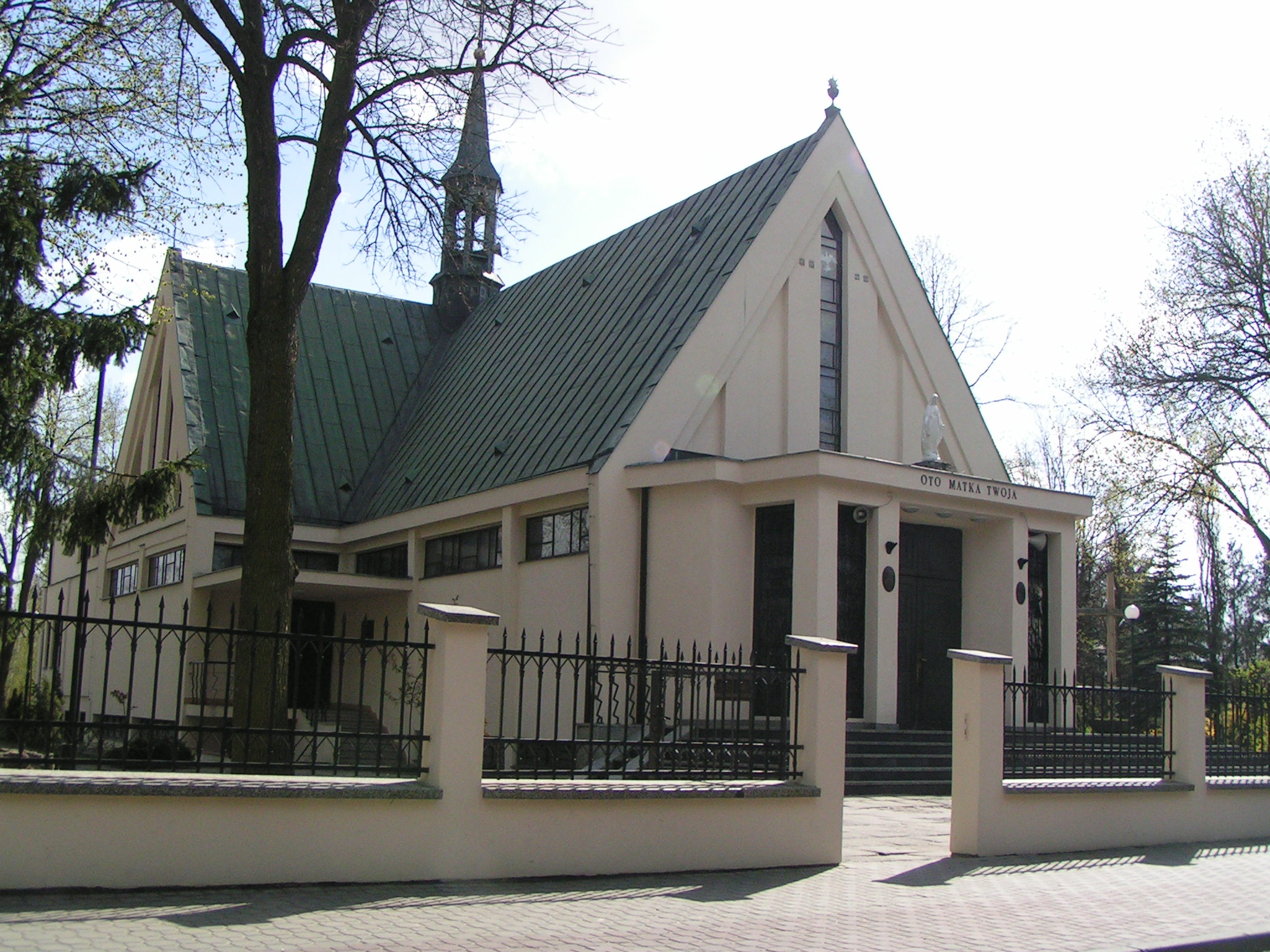
Kościół pw. św. Jana Apostoła i Ewangelisty

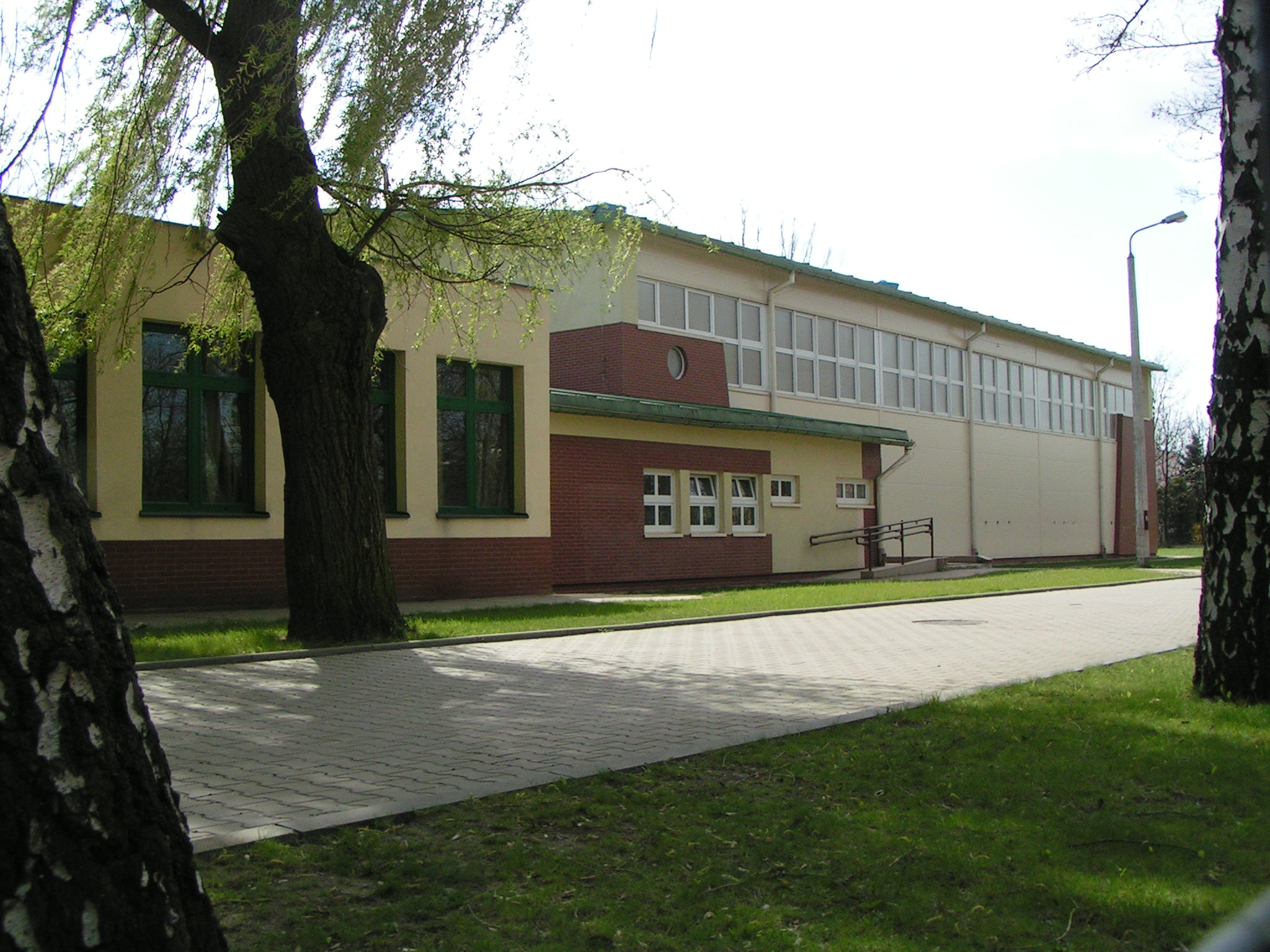
Zespół Szkół z Oddziałami Integracyjnymi nr 80

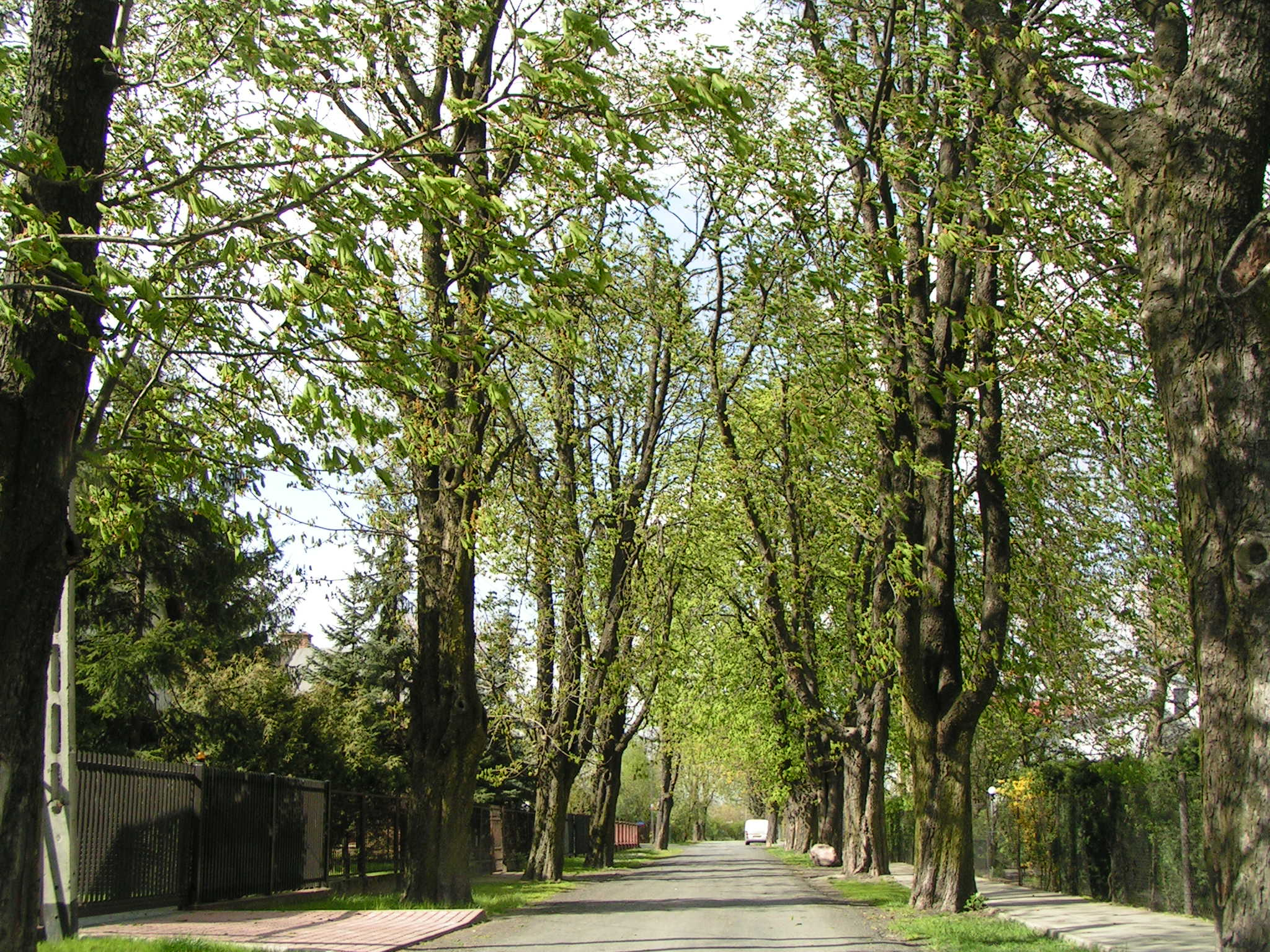
Jedna z ulic osiedla

## Historia
Wieś szlachecka Gołembki w drugiej połowie XVI wieku znajdowała się w powiecie błońskim ziemi warszawskiej województwa mazowieckiego.
W odróżnieniu od pozostałych osiedli Ursusa, które wcześniej były zwykłymi wsiami, na terenie Gołąbek znajdowało się kilka folwarków oraz stawy rybne. Jeden z tych folwarków, o powierzchni ok. 40 hektarów, nabył w 1923 od Sulimierskich Władysław Grabski (premier RP, autor reformy walutowej z 1924) i nazwał go Grabkowo.
Gołąbki należały początkowo do gminy Blizne, w powiecie warszawskim w woj. warszawskim.
1 kwietnia 1930 część Gołąbek włączono do nowo utworzonej Piastów – wieś Gołąbki, folwark Gołąbki, cmentarz, osadę włościańską o powierzchni 6 ha 69a zapisaną w tabeli likwidacyjnej wsi Gołąbki pod Nr. 1, osadę włościańską o powierzchni 1 ha 14a zapisaną w tabeli likwidacyjnej wsi Gołąbki pod Nr. 3, osadę Gołąbki i osadę Gołąbki A.
20 października 1933 gminy województwo warszawskiego podzielono na gromady (sołectwa):
- Gołąbki w granicach gminy Piastów podzielona między dwie gromady:
  - gromada Piastów Północ – wieś Gołąbki po prawej stronie toru, osada Piastów po prawej stronie toru, wieś Żdżary i folwarki Niecki;
  - gromada Piastów Południe – wieś Gołąbki po prawej lewej toru, osada Piastów po lewej stronie toru, kolonię Niecki i osadę Niecki.
- Gołąbki w granicach gminy Blizne podzielona między dwie gromady:
  - gromada Gołąbki – wieś Gołąbki, Towrazystwo Ogrodnicze Mory i osiedle Rebandlew;
  - gromada Grabkowo – osadę Gołąbki B, osadę Gołąbki S, dobra Gołąbki A, dobra Gołąbki Wille, dobra Gołąbki Dworki, parcele dawnego folwarku Gołąbki, kolonię Grabkowo za pracelą kolonii Grabkowo Nowe oraz kolonię Grabkowo A.

1 lipca 1952 gromady Gołąbki i Grabkowo w granicach gminy Blizne weszły w skład nowo utworzonego miasta Czechowice (przemianowanego 8 maja 1954 na Ursus). Tego samego dnia gmina Piastów została przekształcona w miasto Piastów.
31 grudnia 1961 z miasta Piastów wyłączono osiedle mieszkaniowe Gołąbki, włączając je do miasta Ursus w związku z czym zasadnicza część Gołąbek znalazła się wreszcie w granicach jednej jednostki administracyjnej. Jenak mniejszą część osiedla mieszkaniowego Gołąbki (34 ha) wyłączono z Ursusa i włączono do gromady Ożarów.
1 sierpnia 1977 miasto Ursus (z Gołąbkami) włączono do Warszawy. (do 1993 część dzielnicy Ochota, 1993–1994 dzielnicy Ursus, 1994–2002 gminy Warszawa-Ursus, od 2002 ponownie dzielnicy Ursus).

## Granice
Granicą Gołąbek od północy i zachodu jest towarowa linia kolejowa, od południa ul. Warszawska, od wschodu dawne tereny Zakładów Mechanicznych „Ursus” od ul. Gierdziejewskiego.

## Opis
W Gołąbkach dominuje niska zabudowa domków jednorodzinnych, a od strony ul. Warszawskiej, zamknięte osiedle wyższych bloków.
Na terenie osiedla znajduje się:
- Galeria Gawra (gdzie znajdują się liczne sklepiki oraz placówka Poczty Polskiej) ul. Warszawska 58,
- Cmentarz rzymskokatolicki parafii Matki Bożej Częstochowskiej w Piastowie położony przy ul. Elżbiety Rakuszanki i Orłów Piastowskich,
- Kościół św. Jana Apostoła i Ewangelisty ul. Bolesława Śmiałego 13,
- ogródek jordanowski dla dzieci na rogu ul. Bony i ul. Koronacyjnej,
- Zespół Szkół z Oddziałami Integracyjnymi nr 80 ul. Orłów Piastowskich 47.

## Edukacja
W Gołąbkach, przy ul. Orłów Piastowskich znajduje się nowoczesny Zespół Szkół z Oddziałami Integracyjnymi nr 80. W jego skład wchodzą: Szkoła Podstawowa z Oddziałami Integracyjnymi nr 2 im. Jana Pawła II oraz Gimnazjum z Oddziałami Integracyjnymi nr 130. Obok szkoły są nowoczesne boiska do piłki nożnej, ręcznej, koszykowej, siatkowej, bieżnia oraz 2 korty tenisowe.

## Komunikacja
- w obrębie osiedla Gołąbki obowiązuje ograniczenie prędkości do 40 km/h.
- w obrębie osiedla Gołąbki obowiązuje zakaz poruszania się pojazdów o masie powyżej 8 ton, co oznacza, że uliczkami osiedla nie powinny jeździć duże ciężarówki.
- na północnym krańcu Gołąbek znajduje się stacja kolejowa Warszawa Gołąbki oraz pętla linii autobusowej 194.
- ulicą Gierdziejewskiego i Orłów Piastowskich przebiega trasa autobusu linii 177.
- wzdłuż ulic Gierdziejewskiego, Warszawskiej i Czerwonej Drogi wybudowane są ścieżki rowerowe.

## Inne informacje
- Zgodnie z ideą „Osiedla Ogrodu” ulice zostały obsadzone drzewami i otrzymały „parkowe” nazwy (Parkowa, Leśna, Wiejska, Klonowa, Lipowa, Jasna, Topolowa, Zaciszna etc.). Po przyłączeniu Ursusa do Warszawy w 1977 nazwy ulic zmieniono na „królewskie”: królów i książąt Polski, m.in. Kazimierza Odnowiciela, Zygmunta Augusta, Kazimierza Jagiellończyka, Leszka Białego, Henryka Brodatego, Królowej Bony, Bolesława Krzywoustego. Nazwa ulicy Czerwona Droga, wybudowanej w 30. latach XX w. przez Grabskich, pochodzi od koloru klinkieru z Zakładów Ceramicznych w Ołtarzewie, którym wtedy została wybrukowana.